# Sân bay quốc tế Del Rio
Sân bay quốc tế Del Rio (IATA: DRT, ICAO: KDRT) là một sân bay công cộng tọa lạc ngay phía tây Del Rio, Texas. Sân bay này có một đường băng dài 1524 m. Sân bay này chủ yếu được sử dụng cho hàng không chuyên dụng và cũng được các hãng hàng không thương mại sử dụng.

## Các hãng hàng không
- Continental Airlines
  - Continental Connection cung cấp bởi hãng Colgan Air (Houston-Intercontinental)